# بن بوكليه
بنجامين بن بوكليت(ولد في 27 يونيو 1983) هو أنيماتور فرنسي إنجليزي ومخرج وكاتب ومنتج. وهو معروف بأنه صانع عالم غامبول المدهش والذي شارك أيضا في الكتابة جنبا إلى جنب معه جيمس لامونت و جون فوستر. كما كان مديرا لفيلم قصير يسمى مطبخ الجحيم في عام 2003. عندما تم إنشاء تطوير كرتون نتورك في أوروبا في عام 2007، تم توظيف بن بوكليت من أجل مساعدة الناس على تقديم مشاريعهم إلى الشبكة بعد الفصل بين نيكلوديون وجيتيكس وتقسيمهما من أوروبا. ومع ذلك، عندما قرر الاستوديو أن يكون موظفيها كلهم يشاركوا بأفكارهم الخاصة، قرر أن يأخذ بعض الشخصيات المرفوضة التي أنشأها للإعلانات التجارية ووضعها كلها في مسلسل واحد، مع إعداد المدرسة.

## روابط خارجية
- بين بوكيليت على موقع IMDb (الإنجليزية)
- بين بوكيليت على موقع قاعدة بيانات الفيلم (الإنجليزية)